# Ng Mui
Ng Mui (Chinês tradicional: 伍枚, pinyin Wú Méi; Cantonês: Ng5 Mui4) é uma dos lendários Cinco Anciões, os sobreviventes da destruição do templo Shaolin pela dinastia Qing. Era mestra em vários estilos de artes marciais, incluindo o Shaolin quan, o Wudang quan, o Ng Ying Kung Fu (五形功夫) e o Yuejiaquan, o estilo da família de Yue Fei. Ela também é tida como a fundadora das artes marciais Wǔ Méi Pài (estilo de Ng Mui), Wing Chun, estilo do dragão, estilo da garça branca e Hung Kuen de Cinco Padrões. 
Ela costuma ser associada a vários lugares, como o templo Shaolin em Henan ou Fujian, as Montanhas Wudang em Hubei, o Monte Emei em Sichuan, um suposto Templo da Garça Branca, as Montanhas Daliang na fronteira entre Sichuan e Yunnan, e outros lugares em Guangxi e Guangdong. Segundo algumas versões, ela seria filha de um general da dinastia Ming.

## Wing Chun
De acordo com Ip Man, Ng Mui residia e estudava no templo Shaolin de Henan. Durante o reinado do imperador Kangxi (1662–1722), Ng Mui teria derrotado o mestre dela, fazendo com que este traísse o templo Shaolin e permitisse a destruição do templo pelos manchus. Ng Mui teria conseguido escapar até o Templo da Garça Branca nas Montanhas Daliang, onde ela teria encontrado uma moça de quinze anos chamada Yim Wing-chun, que estava sendo forçada a se casar com um bandido. Ng Mui ensinou-a a se defender através da aplicação da arte marcial de Shaolin num sistema que Yim Wing-chun poderia aprender rapidamente e sem o uso de grande força.

## Hung Kuen de Cinco Padrões
Acredita-se que o Sistema de Cinco Padrões foi criado conjuntamente por Ng Mui e Miu Hin, um discípulo do mosteiro Shaolin que ainda não tinha a cabeça raspada. Através de observação e imaginação, os dois imitaram os movimentos das criaturas - como elas saltavam, golpeavam, voavam, bicavam, mordiam, se enrolavam, se adiantavam e retrocediam, e finalmente criaram um sistema de kung-fu baseado nesses movimentos, ajustando-os aos membros humanos.—  Leung Ting, Five-Pattern Hung Kuen, Part I. (1980)

## Estilo do dragão
Historiadores do estilo do dragão relatam que Ng Mui, que criou o estilo do dragão, foi uma das últimas moradoras do mosteiro Shaolin antes de sua primeira destruição, em 1570 (Chow & Spangler, 1982). O Shaolin Gung Fu Institute of the Pacific Northwest estabelece a data de 1570 para a destruição do templo e diz que o estilo do dragão foi criado no mosteiro Shaolin de Henan por volta de 1565.

## Wǔ Méi Pài
Na tradição do Wǔ Méi Pài, Ng Mui - filha de um general da corte da dinastia Ming - desenvolveu seu próprio estilo de kung-fu na Cidade Proibida. Para desenvolver equilíbrio e força na perna, ela treinava sobre troncos. Ela estava viajando quando seus pais foram mortos na tomada manchu da capital Ming. Ela se refugiou no Templo da Garça Branca em Guangxi e se tornou uma rebelde anti-Qing, ensinando seu estilo apenas dentro do templo. O estilo usa contra-ataques instantâneos, e movimentos mais lentos de Bodidarma e qigong.

## Garça Branca
De acordo com a genealogia da Garça Branca Tibetana, Ng Mui é o nome chinês do monge budista tibetano Jikboloktoto, que foi a última geração de transmissão antes de Sing Lung, que trouxe a arte para Guangdong. Esta versão é diferente das outras, com um Ng Mui homem, sem a fuga da ameaça manchu e, dada a datação da viagem de Sing Lung em 1865, no cenário do século XIX.

## Na cultura popular
O filme Wing Chun, de 1994, estrelado por Michelle Yeoh, mostra Ng Mui de acordo com a lenda de Wing Chun. No filme Kung Fu Wing Chun (2010), Ng Mui é interpretada por Kara Wai.